# 提邁茲里特區
36°39′N 4°46′E / 36.650°N 4.767°E
提邁茲里特區（阿拉伯语：‎），是阿爾及利亞的行政區，位於該國北部，由貝賈亞省負責管轄，首府設於提邁茲里特，面積38平方公里，2014年人口35,000，人口密度每平方公里921人。